# Katarina Nyberg
Anna Katarina Nyberg (Örnsköldsvik, 16 novembre 1965) è una giocatrice di curling svedese.

## Biografia
Partecipò all'età di 32 anni ai XVIII Giochi olimpici invernali edizione disputata a Nagano (Giappone) nel 1998, riuscendo ad ottenere la medaglia di bronzo nella squadra svedese con le connazionali Elisabet Gustafson, Louise Marmont, Elisabeth Persson e Margaretha Lindahl.
Nell'edizione la nazionale canadese ottenne la medaglia d'oro, la danese quella d'argento.